# Ebandoua
Ebandoua é um género botânico pertencente à família Anacardiaceae.